# Peckoltia greedoi
Peckoltia greedoi é uma espécie de peixe da família Loricariidae. Endêmica do Brasil, onde pode ser encontrada no rio Gurupi no estado do Pará. O epíteto específico foi dado em homenagem ao personagem Greedo da franquia Star Wars de George Lucas.

## Ligações eternas
- «The Washington Post: The newest species of catfish is named after Greedo from 'Star Wars'» (em inglês)
- «BBC: Star Wars bounty hunter inspires new fish name» (em inglês)